# Ecliptopera theonoe
Ecliptopera theonoe là một loài bướm đêm trong họ Geometridae.